# Pagla
Pagla (o Pagli) és un riu del districte de Malda o Maldah a Bengala Occidental, una branca del Ganges pel seu costat esquerre, en el qual desaigua una branca menor, el Chhota Bhagirathi, junt amb la qual es reuneix després al Ganges al sud del districte. És navegable per bots bastant grans al temps de les pluges; porta dipòsits d'arena i fang en els que es pot cultivar principalment arròs.